# Krigsmakt
Krigsmakt är i vissa länder benämningen på landets militärstyrkor, oftast innefattande landets armé, flotta och flygvapen. En krigsmakt kännetecknas av att styrkorna är anpassade till både försvar av hemlandet och krigföring i andra länder. Sveriges militära styrkor heter sedan 1975 Försvarsmakten och där ingår även frivilliga, officiellt erkända sammanslutningar under deras tjänstgöring vid försvarsmakten.